# Essex (Massachusetts)
Essex – miasto w Stanach Zjednoczonych, w stanie Massachusetts, w hrabstwie Essex.